# Valerija Volovlikova
Valerija Volovlikova (ryska: Валерия Воловликова), född 7 oktober 2002 i Volgodonsk, är en rysk trestegshoppare. Hennes personbästa är 13,65 m vilket hon hoppade i Junioreuropamästerskapen i friidrott i Tallinn 2021 och därmed krossade sitt gamla personbästa med över en halvmeter. Prestationen räckte till silvermedalj bakom Maja Åskag från Sverige.
Utöver att vara en av världens mest lovande friidrottstalanger så studerar Volovlikova ingenjörskap och fysik vid universitetet MEPhI. Hon har också vunnit silver på ryska seniormästerskapen 2019 när hon var sexton år gammal. Hon vann också guld i de ryska juniormästerskapen i Ufa, samt den ryska universiaden i Tjeboksary 2021.
Ryssland som nation är avstängt av World Athletics. Den 26 juni 2021 fick dock Volovlikova särskild tillåtelse att tävla internationellt under neutral flagg, i likhet med flera andra betrodda ryska idrottare. Hon är också sponsrad av Nike.

## Personbästa
- Tresteg: 13,92 m
- Längdhopp: 6,30 m